# بوگدان رات
بوگدان رات (رومانیایی: Bogdan Rath؛ زادهٔ ۲۸ ژوئن ۱۹۷۲) بازیکن واترپلو رومانیایی‌تبار اهل ایتالیا بود. وی در بازی‌های المپیک تابستانی ۱۹۹۶ و ۲۰۰۴ شرکت کرده‌است.